# Cyperus procerus
Cyperus procerus är en halvgräsart som beskrevs av Christen Friis Rottbøll. Cyperus procerus ingår i släktet papyrusar, och familjen halvgräs. IUCN kategoriserar arten globalt som livskraftig. Inga underarter finns listade i Catalogue of Life.